# Pandemia de COVID-19 en Santa Lucía
Se confirmó que la pandemia de COVID-19 había llegado a Santa Lucía el 13 de marzo de 2020, cuándo una mujer que provenía del Reino Unido se había convertido como el primer caso.
Hasta el 19 de diciembre de 2020 se han confirmado 282 casos, de los cuales 5 han fallecido y 253 se han recuperado.

## Fondo
En diciembre de 2019 se identificó un nuevo coronavirus que causó una enfermedad respiratoria en la ciudad de Wuhan, provincia de Hubei, China, y se informó a la Organización Mundial de la Salud (OMS) el 31 de diciembre de 2019, que confirmó su preocupación el 12 de enero de 2020. La OMS declaró el brote de una Emergencia de Salud Pública de Importancia Internacional el 30 de enero y una pandemia el 11 de marzo.
La tasa de letalidad de COVID-19  es mucho menor que la del SARS , una enfermedad relacionada que surgió en 2002, pero su transmisión ha sido significativamente mayor, lo que ha provocado un número total de muertes mucho mayor.

## Cronología

### Marzo 2020
El 13 de marzo se confirmó el primer caso en Santa Lucía. La paciente era una mujer de 63 años con una historia de viajes del Reino Unido.
El 20 de marzo, el Primer Ministro Allen Chastanet anunció que Santa Lucía implementaría medidas de distanciamiento social, incluida la suspensión de la actividad comercial no esencial del 23 de marzo al 5 de abril. El gobierno también impuso un toque de queda de 22:00 a 5:00.
El 23 de marzo, el Gobierno de Santa Lucía declaró el estado de emergencia y anunció el cierre de los aeropuertos del país a los vuelos de pasajeros entrantes hasta el 5 de abril.
El 27 de marzo, el Ministerio de Salud comenzó las pruebas locales para el COVID-19 y, el 29 de marzo, informó del primer caso de transmisión local entre seis nuevos casos confirmados. El ministerio también informó que 300 personas estaban bajo cuarentena supervisada.
El 29 de marzo, el gobierno prohibió la venta de bebidas alcohólicas, así como la suspensión de todas las licencias de licores y el cierre de todos los bares. Ese mismo día el Primer Ministro amplió el cierre hasta el 14 de abril y extendió el toque de queda a 20:00 a 5:00.
El 31 de marzo, el Primer Ministro anunció un toque de queda de 24 horas que limitaba a todas las personas a su lugar de residencia del 5:00 del 1 de abril al 5:00 del 7 de abril. En el momento del anuncio, las personas ya estaban bajo toque de queda, lo que significa que no podían hacer ningún arreglo para el nuevo toque de queda.

### Abril 2020
El 1 de abril de 2020, el Primer Ministro anunció que los minimarkets y las panaderías estarían abiertos por un tiempo limitado para permitir que la gente comprara bienes.
El 2 de abril, Santalucenses hicieron cola en largas filas fuera de las tiendas brevemente abiertas, ignorando en su mayoría los llamados del primer ministro para practicar el distanciamiento social. 
El 5 de abril, el Primer Ministro anunció que Santa Lucía volvería a un toque de queda de 10 horas de 19:00 a 5:00. del 7 de abril al 13 de abril. Se permitiría a las empresas esenciales operar de 19:00 a 4:00, excepto durante los días festivos de Viernes Santo, Semana Santa y Lunes de Pascua. 
El 8 de abril se anunció un programa de estabilización social para las personas que se habían quedado desempleadas como resultado de la pandemia de coronavirus, o que eran vulnerables, y un paquete de apoyo económico para las empresas.
Sarh Flood Beaubrun, Ministra de Asuntos Exteriores, anunció que estaban trabajando con los Estados Unidos y Canadá para regresar a los Santalucenses varados en el extranjero. 
El 12 de abril, el gobierno amplió las 10 horas de 19:00 a 5:00 el toque de queda y cierre comercial parcial hasta el 26 de abril. El gobierno añadió ferretería y tiendas de suministro para el hogar a la lista de empresas autorizadas a operar, para permitir la preparación para la temporada de sequías y huracanes. 
El 21 de abril, los primeros nacionales de origen habían sido repatriados. Los repatriados eran ocho empleados de Norwegian Cruise Line que habían estado anclados en la costa de Barbados desde el 9 de abril. 
El 22 de abril, la Directora Médica Dra. Sharon Belmar-George anunció que los 15 casos confirmados del país se habían recuperado, incluidos los que tenían un alto riesgo debido a su edad o condiciones preexistentes. Todas las medidas, incluido el toque de queda, seguirían en vigor, y Belmar-George advirtió contra un resurgimiento en el futuro. Se le preguntó al Primer Ministro Chastanet sobre el levantamiento de la restricción del alcohol. Chastanet lo miraba, pero quería seguir el consejo del Director Médico. El 30 de abril, Chastenet anunció que la prohibición del alcohol no se levantará. 
El Gabinete de Santa Lucía acordó reducir su salario en un 75% debido a la crisis económica causada por la pandemia COVID-19 y la pérdida de ingresos del turismo. El gobierno anunció que se reunirían el 28 de abril para hacer frente a la pérdida de ingresos. 
El 24 de abril, el Ministerio de Salud anunció: "Aunque esta tasa de recuperación del 100 por ciento nos proporciona un hito que vale la pena reconocer, nosotros en el Ministerio de Salud seguimos advirtiendo al público que cualquier ganancia lograda no debe entenderse como una razón para bajar la guardia o para lanzar la precaución al viento".
El 30 de abril, el Banco Mundial anunció que aportaría 10,5 millones de dólares Estadounidenses a Santa Lucía para su respuesta de la COVID-19. 

### Mayo 2020
El 2 de mayo de 2020, la Unidad de Asuntos de la Diáspora de Santa Lucía informó que 29 Santalucenses en el extranjero habían muerto a causa del COVID-19, con 22 en los Estados Unidos, 6 en el Reino Unido y uno en Suiza. 
El 8 de mayo, el gobierno levantó parcialmente la prohibición de la venta de alcohol, permitiéndola en las tiendas. 
El 18 de mayo, el Ministerio de Comercio permitió a las empresas reanudar las operaciones completas durante el horario comercial normal. Las horas de toque de queda se cambiaron también a 21:00 a 5:00. Las escuelas y los cines permanecieron cerrados y los eventos masivos de multitudes seguían prohibidos. 
El 19 de mayo, el ministro de Turismo Dominic Fedee anunció una reapertura gradual de la industria turística de Santa Lucía, comenzando con la reapertura de las fronteras a los vuelos internacionales a partir del 4 de junio de 2020. 

### Junio 2020
El 12 de junio, se anunció que a partir del 15 de junio, como parte de la reapertura gradual del gobierno, el toque de queda se ajustaría desde principios de las 21:00 hasta principios de las 12:00 a 5:00 se permitirían las reuniones sociales y se permitiría a los que tienen licencias vender licor. 

### Julio 2020
El 2 de julio de 2020, el gobierno anunció nuevos protocolos de viaje para los viajeros entrantes. Los viajeros tendrían que obtener una prueba de PCR negativa (reacción en cadena de la polimerasa) dentro de los siete días posteriores al viaje, a menos que lleguen de países en una burbuja de viaje designada por el Gobierno de Santa Lucía. La burbuja de viaje incluía Antigua y Barbuda, Aruba, Anguila, Bahamas, Barbados, Bermudas, Bonaire, Islas Vírgenes Británicas, Curazao, Dominica, Granada, Guyana, Jamaica, Montserrat, Saint Barthélemy, San Cristóbal y Nieves, Saint Martin, San Vicente y las Granadinas, Trinidad y Tobago, y las Islas Turcas y Caicos. 
El 6 de julio, el Primer Ministro anunció que el toque de queda nocturno se levantará el 10 de julio. También anunció la reapertura de cines, centros de desarrollo de la primera infancia y eventos deportivos, sujetos a protocolos. 

### Septiembre 2020
El 1 de septiembre, la Autoridad de Turismo de Santa Lucía anunció la flexibilización de las restricciones para los visitantes. Los visitantes pueden alojarse en hasta dos de los hoteles y resorts certificados COVID-19 en la isla y pueden disfrutar de actividades acuáticas. Los nacionales y residentes que regresan deberán someterse a una cuarentena de 14 días. 

### Octubre 2020
El 10 de octubre de 2020, los funcionarios declararon preocupaciones acerca de la propagación de la comunidad. La Royal Saint Lucian Police Force (RSLPF) anunció la aplicación de la tolerancia cero de los protocolos COVID-19 a partir del 12 de octubre.
El 16 de octubre, el Ministerio de Educación cerró todas las escuelas por una semana y Castries Comprehensive Secondary School durante dos semanas, después de que un estudiante dio positivo por COVID-19. Más tarde, el 16 de octubre, un trabajador de la escuela secundaria también dio positivo. 
La directora médica Sharon Belmar-George declaró que los nuevos casos encontrados en una variedad de comunidades indican la presencia de propagación comunitaria. En respuesta, el Ministerio de Educación ordenó que las escuelas permanecieran cerradas por dos semanas más, con la reapertura programada para el lunes 9 de noviembre. 
El 30 de octubre, el gobierno anunció protocolos mejorados para contener la propagación de COVID-19. Se aconseja a las personas que trabajen desde casa siempre que sea posible. Los eventos masivos de multitudes tienen una cantidad limitada de 25 personas por lugar, reducido de 50. Se ordena a las empresas que cesen la actividad comercial a las 21:00 a menos que estén exentas. El consumo de alcohol en las instalaciones está prohibido, con las ventas de agarre e ir permitidas. Los restaurantes y bares deben cerrar a las 21:00. El gobierno también anunció una limitación voluntaria del movimiento, animando a las personas a quedarse en casa de 21:00 a 5:00. El Primer Ministro también anunció próximas medidas de control fronterizo para disuadir la entrada ilegal. 

### Noviembre 2020
El 10 de noviembre de 2020, el Primer Ministro anunció la primera muerte del COVID-19 en Santa Lucía. El Ministerio de Salud confirmó la segunda muerte más tarde ese día. 
El 13 de noviembre, el Primer Ministro anunció nuevos protocolos de COVID-19 que suspenden todas las reuniones sociales a partir del 16 de noviembre. Los servicios de la Iglesia y los funerales estarán limitados a 25 personas. Las empresas deben cerrar a las 21:00. Las ventas de alcohol se limitan a agarrar y llevar, mientras que los bares deben cerrar a las 4 p. m. Todos los eventos deportivos también están suspendidos. Incluyendo gimnasios públicos. 
A partir del 14 de noviembre, la RSLPF contrató a 200 guardias para hacer cumplir los protocolos de COVID-19 en comunidades con poder de detención. Su entrenamiento comenzó el 30 de noviembre. 

### Diciembre 2020
El 7 y el 8 de diciembre de 2020, los conductores de minibuses, liderados por la Southern Minibus Drivers Association, emprendieron una huelga en varias rutas de minibuses para protestar contra los límites de COVID-19 en la capacidad de pasajeros. Al afirmar que las restricciones COVID-19 estaban causando pérdidas sustanciales, exigieron la eliminación del límite actual de 10 pasajeros por autobús o alguna otra forma de compensación. 
El 9 de diciembre, el Comité Asesor Nacional de Manejo de Emergencias (NEMAC) anunció la revisión de los protocolos COVID-19 para la temporada de vacaciones del 15 de diciembre al 11 de enero. El horario comercial se ampliará. Se permitirán reuniones sociales de hasta 25 personas. Las escuelas deben permanecer cerradas para la instrucción en persona con excepciones limitadas. Se prohibirán las fiestas de Navidad de cualquier tipo. Al mismo tiempo, el director médico Belmar-George anunció que Santa Lucía ha rechazado la curva en la transmisión COVID-19, pero también señaló que la temporada de Navidad presenta un período de alto riesgo.